# Johann Baptist Rölz
Johann Baptist Rölz, genannt Rölzen-Baptist (* 2. August 1815 in Schieferhütten; † 24. Mai 1884 in Frühbuß) war ein okkulter böhmischer Wunderdoktor, Bergwerksbesitzer, Musiker und Organist.

## Werdegang
Johann Baptist Rölz wurde am 2. August 1815 in Schieferhütten Hausnummer 13 (alt 21) als Sohn des Rothauer Schullehrers und späteren Frühbußer Spitzenfabrikanten Joseph Rölz, und dessen Ehefrau Maria Anna geb. Schmucker geboren und in Frühbuß getauft. Nach dem Besuch der Volksschule in Frühbuß und des Gymnasiums in Eger, wünschte sich sein Vater, dass er eine geistliche Laufbahn einschlug. Rölz verweigerte dies entschieden, wodurch es zu Zerwürfnissen kam, infolge derer er statt eines Erbteils nur eine Abfindung erhielt. Schließlich studierte er in Prag Philosophie und Jura sowie vier Semester lang an der Universität Wien höhere Medizin. Rölz beendete keines der Studien. Er war für kurze Zeit in Trient, wo er sich Kenntnisse im Okkultismus aneignete und kehrte nach Jahren der Abwesenheit in seine Heimat zurück. In Frühbuß betätigte sich Rölz am Spitzengeschäft seines Vaters und betrieb ein Bergwerk bei den Günterhäusern, den nach ihm benannten Rölzenstollen. Da es nicht sehr Ertragreich war verlor er fast sein gesamtes Vermögen. Am 19. Oktober 1868 heiratete er in Schönlind Mathilde Reiter (* 30. Juli 1828 in Kohling). Er war zugleich Vater ihrer unehelichen Tochter Mathilde (* 26. Februar 1866 in Schönlind). Nach dem Frühbußer Standbrand am 25. Juli 1869 zog Rölz mit seiner Familie nach Schönlind, kehrte jedoch 1878 nach Frühbuß zurück.

## Okkultismus
Rölz behandelte seine Patienten kostenfrei, musste aber als Laie erst dazu überredet werden. Für sein Verfahren ohne Arznei und Instrumente wurde er geschätzt, jedoch wegen seiner Zaubereien auch gefürchtet. Es ging das Gerücht um, er sei mit seinen Wunderheilungen mit dem Teufel im Bunde gewesen. Bei Fieber verordnete Rölz stets pulverisierte Holzkohle. Eines seiner Heilverfahren gegen Schwellungen und Wunden war ein Blasen, das so intensiv war, dass mancher Patient meinte, es regnete. Nach seiner 5-minütigen Prozedur, bei dem die Kranken die Augen schlossen, pflegte Rölz das Eingesogene im Freien auszuhusten. Gegen Schwellungen vertraute er auch auf die Heilung durch Morgenspeichel. Laut Berichten konnte Rölz Gewitter und Feuer vertreiben, Menschen hypnotisieren und zukünftiges vorhersagen. Er war darüber hinaus auch als begabter Musiker, Kirchenorganist und Rhetoriker bekannt. Eine empfohlene Kandidatur als Landtagsabgeordneter lehnte er ab. Seine geheimen Bücher befahl er vor seinem Tod zu verbrennen. An seinem Sterbebett wies er einen Priester ab, da er glaubte selbst Geistlicher zu sein. Rölz’ letzter Wunsch war, dass er keinen Grabstein erhalte, damit er schnell vergessen werde. Einer Anekdote nach habe man ihn bei seinem Begräbnis am Dachfenster seines Hauses gesehen.

## Rezeption
Von Rölz existiert kein Bild, da er sich trotz Bitten nie fotografieren ließ. Er wurde als großer Mann mit kräftiger Statur und langem Bart geschildert.